# 短花珍珠菜
短花珍珠菜（学名：Lysimachia breviflora）为报春花科珍珠菜属的植物，为中国的特有植物。分布于中国大陆的云南等地，生长于海拔1,700米至1,800米的地区，多生长于山坡草地，目前尚未由人工引种栽培。